# Strychnos chromatoxylon
Strychnos chromatoxylon är en tvåhjärtbladig växtart som beskrevs av Leeuwenb.. Strychnos chromatoxylon ingår i släktet Strychnos och familjen Loganiaceae. Inga underarter finns listade i Catalogue of Life.